# Liste der Monuments historiques in Jouy-en-Argonne
Die Liste der Monuments historiques in Jouy-en-Argonne führt die Monuments historiques in der französischen Gemeinde Jouy-en-Argonne auf.

## Liste der Objekte
| Bezeichnung                                   | Beschreibung                                                               | Standort                                  | Kennzeichnung | Schutzstatus | Datum | Bild |
| --------------------------------------------- | -------------------------------------------------------------------------- | ----------------------------------------- | ------------- | ------------ | ----- | ---- |
| Zwei Skulpturen: Maria und Verkündigungsengel | Stein, 15. Jahrhundert                                                     | in der Kirche St-Grégoire-le-Grand (Lage) | PM55000285    | Classé       | 1971  |      |
| Gemälde Anbetung der Hirten                   | Ölfarbe auf Leinwand, Holzrahmen, um 1772; Altarbild des alten Hauptaltars | in der Kirche St-Grégoire-le-Grand (Lage) | PM55001934    | Inscrit      | 2004  |      |
| Glocke                                        | Bronze, 1733 gegossen                                                      | in der Kirche St-Grégoire-le-Grand (Lage) | PM55001123    | Classé       | 1992  |      |